# 関東鉄道石岡営業所
関東鉄道石岡営業所（かんとうてつどういしおかえいぎょうしょ）は、茨城県石岡市行里川に所在する関東鉄道のバス営業所。営業所略記はIS。
営業エリアは石岡市、鉾田市を中心とした地域で、水戸市や土浦市等にも乗り入れる。また、東京駅発着の高速路線バス「あそう号」も担当するほか、2007年3月31日限りで廃止となった鹿島鉄道線の代替バスを担当している。
運行する路線エリアは主に農村部などを走るローカル線が多いが、水郷潮来、水戸（偕楽園など）、霞ヶ浦ふれあいランド、いばらきフラワーパーク、茨城空港など沿線に観光地も多く、高速バスや筑波山シャトルバス（増発時の一部便を担当）といった比較的収益性の高い路線にも進出している特徴がある。また、常陸國總社宮大祭（石岡のおまつり）、おみたま花火大会、百里基地航空祭など、営業エリアで行われる巨大催事にも観覧客輸送などに当営業所のバスが運行を担当する。
ここでは、2001年から2005年まで存在した関鉄メロンバス、2002年から2024年まで存在した関鉄グリーンバスについても記述する。

## 現行路線

### 石岡営業所
営業所は茨城県道52号石岡城里線沿いの石岡市街地の北の外れにある。石岡営業所の路線は主にかしてつバス、石岡～土浦、石岡～柿岡などを結ぶ中距離系統をメインに運行する。路線バスの営業エリアは主に石岡市、小美玉市、かすみがうら市、土浦市である。

#### 一般路線バス

##### かしてつバス・茨城空港連絡バス
- 石岡駅 - 石岡一高下 - （かしてつバス専用道） - 四箇村駅 -  小川駅 - 玉造駅 - 玉造工業高校 - ほっとパーク鉾田入口 - 鉾田駅 - 新鉾田駅
- 石岡駅 - 石岡一高下 - （かしてつバス専用道） - 四箇村駅 -  小川駅 - 玉里学園
- 石岡駅 - 石岡一高下 - （かしてつバス専用道） - 四箇村駅 -  小川駅
  - 鹿島鉄道代替バス「かしてつバス」、鉾田営業所との共同運行。新鉾田駅へは一部の便のみが延長運転される。石岡駅 - 小川駅、石岡駅 - 玉造駅の区間便も運行。毎年9月に石岡市で行われる常陸國總社宮大祭開催時には小川駅までの臨時便が大幅に増発される他、小川駅より手前の東田中駅までの区間便も運行される[1]。10月のおみたま花火大会開催時には、石岡駅 - 小川駅までの区間が大幅に増発される[2]。2021年4月の改正で平日朝の小川駅止まりの一部と平日夕方の小川駅始発便の一部が玉里学園まで延伸して運行となった。
- 石岡駅 - 石岡一高下 - （かしてつバス専用道） - 四箇村駅 - 小川駅 - 茨城空港（茨城空港連絡バス 石岡ルート、鉾田営業所との共同運行。）
  - 一部ダイヤは終点の「茨城空港」で、水戸方面のバス（茨城空港連絡バス 水戸ルート）と接続できるようになっている。
- 石岡駅 → 石岡中学校前 → 南小学校前 → 石岡運動公園 → 東田中駅 → （かしてつバス専用道） → 石岡一高下 → 石岡駅（南台循環）
  - 平日1便のみ運行。石岡駅を出た後、国道355号→南台ニュータウン→かしてつバス専用道を経由して石岡駅へ戻ってくる。逆コースは運行されていない。

##### 林線
- 柿岡車庫 - 林 - 村上 - 高速石岡東（石岡BS最寄り） - 石岡駅 - 第一病院前 - 石岡車庫 - ヒルズガーデン美野里

旧・柿岡営業所のメイン路線。茨城県道7号石岡筑西線（通称・柿岡街道）をメインに走行する。平日日中は概ね30分～60分おきに運行されている。平日一日一往復のみ通常の八幡通り経由ではなく石岡二高入口経由で運行。石岡駅～柿岡車庫間の運行が基本で、一部便が石岡車庫発着となり、さらにその先ヒルズガーデン美野里へは一日2往復のみ乗り入れる。毎年7月の柿岡のおまつり（八阪神社祇園祭）開催時は柿岡地内の一部が、毎年9月の常陸國総社宮大祭開催時は鹿の子東 - 石岡駅間が迂回運行となる。八郷庁舎を経由する便も一部存在したが、2024年4月1日改正で廃止。

##### 柿岡・土浦線
- 柿岡車庫 - 金指 - 片野下宿 - 川又新地 - 上志筑 - 中志筑 - 上佐谷 - 中貫 - 若松町住宅前 - 県南自動車学校前 - 土浦一高前 - 亀城公園前 - 川口町 - 土浦駅

県南自動車学校～柿岡までの区間は茨城県道64号土浦笠間線をメインに走行する。かつては朝の柿岡行き1便は上志筑始発だった。八郷庁舎を経由する便も一部存在したが、2024年4月1日改正で廃止。

##### 石岡・土浦線
- ヒルズガーデン美野里 - 石岡車庫 - 並木東 - 石岡駅 - （つくば国際大学東風高等学校） - 下稲吉 - 中貫 - 若松町住宅前 - 県南自動車学校前 - 土浦一高前 - 亀城公園前 - 川口町 - 土浦駅

水戸街道（国道6号など）を経由して石岡と土浦を結ぶ系統。土浦発朝の1便は石岡二高行き、夕方1便が石岡二高前始発。途中の枝線部分であるつくば国際大学東風高等学校へは朝夕のみ乗り入れ。ヒルズガーデン美野里～石岡車庫間は平日のみ土浦駅行きが2便、ビルズガーデン美野里行きが1便のみ運行。

##### 柿岡・土浦線、石岡・土浦線（区間便）
- 土浦駅 - 川口町 - 土浦一高前 - 県南自動車学校前 - 若松町住宅前 - 中貫

石岡線、柿岡線の土浦側の区間便。平日夜の最終便のみ土浦営業所が運行。

##### 板敷山・羽鳥線（石岡市代替バス）
- 板敷山前 - 恋瀬小学校前 - 小見 - 園部 - 羽鳥駅（西口）（元・ジェイアールバス関東水福線）

石岡市八郷地区北部の各地区を結ぶ路線。1995年4月1日にジェイアールバス関東から移管される形で開業しており、現在に至るまで石岡市代替バスという位置づけになっている。2008年3月までは恋瀬小学校前止まり。同年4月より板敷山前まで路線延長して運行。夕方の板敷山前行き1便は恋瀬小学校前始発。

##### 筑波山シャトルバス
- つくばセンター - 沼田 - 筑波山神社入口 - つつじヶ丘

一部便のみ運行を担当する。

#### 期間限定路線

##### 石岡・やさと観光周遊バス
- 石岡駅 - 高速石岡東 - 常陸風土記の丘 - いばらきフラワーパーク（構内） - 八郷蒸溜所 - ゆりの里入口 - 十三塚果樹団地（循環）

2022年4月1日運行開始。当路線のルーツは2010年に石岡駅～筑波山方面への新規路線計画を行ったが、東日本大震災発生に伴い計画中止。その後2021年秋に本計画を参考に東筑波観光シャトルバスを運行し、2022年4月より現行の石岡・やさと観光周遊バスとなった。高速石岡東から「みと号」、「TMライナー」で連絡できる。この路線のみ休日1日IC乗車券対応外である。

#### コミュニティバス

##### 千代田神立ライン
- 神立駅西口 - 下原 - 千代田ショッピングモール - 大塚団地 - 神立駅西口 - 神立駅東口 - 土浦協同病院
  - 2019年10月1日運行開始。
  - 2022年（令和4年）4月1日、一部ルートを変更。

##### 霞ヶ浦広域バス
- 土浦駅 - 川口町 - 亀城公園前 - 土浦五中前 - おおつ野台 - 樫の木公園 - 土浦協同病院 - 深谷 - 霞ヶ浦コミュニティセンター（旧・あじさい館） - 霞ヶ浦庁舎前 - 田伏 - 道の駅たまつくり - 霞ヶ浦ふれあいランド - 玉造駅
  - 2009年3月まで関鉄観光バス田伏営業所が運行していた路線が形を変えて復活。ただし、柏崎や田伏車庫などの支線を経由しないなど、関鉄観光バス時代と一部ルートが異なっている。

##### 小美玉市コミュニティバス（おみたん号）
2013年（平成25年）から実証実験運行されていた市内循環バス・地域循環バスを再編して2021年（令和3年）年より本格運行開始。このタイミングから、関鉄グリーンバス直営で実質的なスクールバスだった「先後〜堅倉小学校〜三箇坂下」線もコミュニティバスの一路線として編入された。
日野・ポンチョ4台が専属で運行する。小美玉市役所を中心に、羽鳥駅や小川駅・玉里総合支所といった市内の各方面を結び、一部便は石岡市内の高浜駅まで運行する。西ルート以外は平日のみ運行、西ルートは平日と日曜に運行。土曜は全路線運休。
- （通学ルート）羽鳥駅東口 - 中央高校 - 四季の里前 - 小美玉市役所
- （通学ルート）先後 - 堅倉小学校 - 三箇坂下
- （市内循環西ルート）羽鳥駅東口 - 江戸住宅区コミュニティセンター - 北浦団地 - 四季の里前 - 小美玉市役所 - 世楽 - 上吉影 - 野田 - 小川総合支所 - 小川駅 - 玉里総合支所 - 高浜駅
- （市内循環東ルート）羽鳥駅東口 - 北浦団地 - 住崎 - 小美玉市役所 - 世楽 - 上吉影 - 野田 - 小川総合支所 - 小川駅
- （市内循環中央ルート）羽鳥駅東口 - 中央高校 - 四季の里前 - 小美玉市役所 - 堅倉小学校 - 三箇坂下 - 野田 - 小川総合支所 - 小川駅 - 玉里総合支所 - 高浜駅

### 鉾田車庫

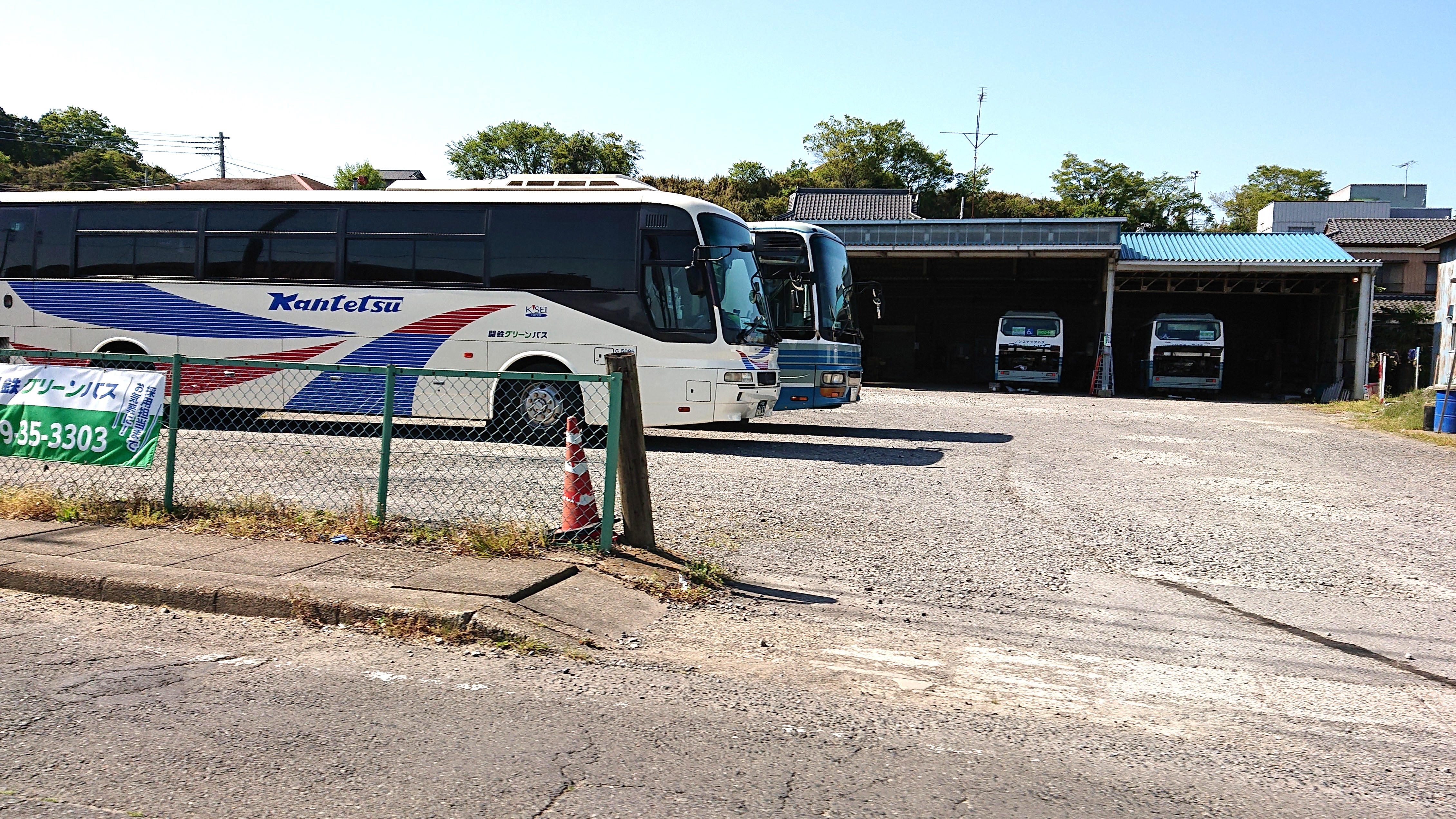
鉾田営業所

営業所は鹿島鉄道線鉾田駅跡地に隣接している。鉾田車庫の路線は主にかしてつバス、茨城空港連絡バス、鉾田～水戸、鉾田～石岡などを結ぶ長距離系統をメインに運行する。路線バスの営業エリアは主に鉾田市、水戸市、小美玉市、石岡市、茨城町、行方市、潮来市である。営業所略記はHK。

#### 一般路線バス

##### 海老沢線、茨城町役場・水戸線
- 鉾田駅 - 鉾田二高農場入口[7] - 舟木 - 海老沢 - 茨城町役場 - 奥ノ谷 - 長岡 - 県庁前 - 千波 - 偕楽園入口 - 大工町 - 水戸駅

鉾田営業所のメイン路線。かつては平日日中毎時1本運行されていたが、2024年現在は2.5往復の運用となっている。途中、枝線である茨城町役場を経由する。かつては城ノ内原止まりの区間便も存在した。
- 水戸駅 - 大工町 - 偕楽園入口 - 千波 - 県庁前 - 長岡 - 奥ノ谷 - 茨城町役場

2020年（令和2年）8月24日運行開始。鉾田線と茨城空港線の水戸側の区間便。それまで運行していた水戸駅 - 奥ノ谷坂上線の内、水戸営業所が運行する一部便を除く全便の起終点を変更する形で運行開始した。2024年の改正で平日日中の当所発着便が大幅に増便された。茨城町役場でのバス転回は茨城町総合福祉センターゆうゆう館前で行う。関東鉄道の路線と全線重複する。

##### 大和田線
- 鉾田駅 - 下富田 - 大和田 - 紅葉 - 桜本三差路 - 奥ノ谷 - 長岡 - 県庁前 - 千波 - 偕楽園入口 - 大工町 - 水戸駅

平日1往復のみ運行。水戸駅行きは朝1便のみ。鉾田行きは夕方1便のみ。かつては奥ノ谷坂上発着便や高校入口まで延長運行する便も存在した。

##### 百里基地・茨城空港線
- 百里基地 →（直行）→ 茨城空港

休日片道1便のみ運行。百里基地でイベントが開催される日は運休となる。

##### 茨城空港・水戸線
- 茨城空港 - 上吉影 - 桜本三差路 - 奥ノ谷 - 長岡 - 県庁前 - 千波 - 偕楽園入口 - 大工町 - 水戸駅（茨城空港連絡バス 水戸ルート）

水戸駅と茨城空港の間は関東鉄道、茨城交通による高速バスの運行もあるが、本系統は全区間一般道を経由する各停便である。ほとんどの便が終点の茨城空港で小川・石岡方面（茨城空港連絡バス 石岡ルート）へのバスと接続できるダイヤとなっている。かつては茨城空港から先小川駅まで直通していたが、2018年7月の改正で全便が茨城空港発着となり、小川・石岡方面は茨城空港で乗り換えとなった。2019年3月までは昼の1便のみ水戸駅からさらに吉沢車庫まで延長運行する便も存在した。

##### かしてつバス・茨城空港連絡バス
- 新鉾田駅 - 鉾田駅 - ほっとパーク鉾田入口 - 玉造工業高校 - 玉造駅 - 小川駅 - 四箇村駅 - （かしてつバス専用道） - 石岡一高下 - 石岡駅（鹿島鉄道代替バス「かしてつバス」、石岡営業所との共同運行）
- 石岡駅 - 石岡一高下 - （かしてつバス専用道） - 四箇村駅 - 玉里辻 - 小川駅 - 茨城空港（茨城空港連絡バス 石岡ルート、石岡営業所との共同運行）

##### 新道・奥ノ谷線
- 水戸駅 → 新道（芳流橋）→ 千波 → 県福祉会館前 → 県庁前 → 平須 → 長岡 → 奥ノ谷
  - 平日朝1便のみ運行。反対方向の奥ノ谷坂上発新道経由水戸駅行きは水戸営業所が運行。

##### 行方市・潮来市 広域連携路線バス『鹿行北浦ライン』
- 道の駅いたこ - 水郷潮来バスターミナル - 潮来駅 - 延方駅 - レイクエコー・白浜少年自然の家・なめがたファーマーズヴィレッジ中央 - 麻生高校 - 麻生庁舎 - あそう温泉「白帆の湯」
  - 2016年5月21日運行開始。かつて当所で2005年まで運行されていた繁昌 - 白浜口 - 潮来車庫線の一部と潮来営業所→鹿島営業所が2001年まで運行していた潮来駅 - 水郷潮来 - 小見川駅線の一部が形を変える形で復活した。水郷潮来バスターミナルで高速バス「かしま号」、鹿行広域バス　神宮・あやめライン、鹿行広域バス　白帆・あやめラインと連絡できるダイヤとなっている。2019年4月1日より、レイクエコー - 鹿島大野駅部分を廃止し、新たに麻生庁舎方面へルートを再編する形となった。
  - この路線の途中にある「レイクエコー・白浜少年自然の家・なめがたファーマーズヴィレッジ中央」バス停は、2016年5月21日の運行開始当日より、日本一名称の長いバス停となった（平仮名に直すと41文字）[10]。ただし2017年6月に、静岡県静岡市のしずてつジャストラインのバス停として、「曲金静岡視覚特別支援学校静鉄不動産静岡南店前」（平仮名に直すと43文字）が新設されたため、日本一名称の長いバス停ではなくなっている[11][12]。

#### 高速路線バス

##### あそう号
- 鉾田駅 - 新鉾田駅 - 麻生庁舎 - 潮来駅 - 佐原駅 - 香取神宮 ⇔ 東京駅
  - 東京駅から千葉県香取市、茨城県稲敷市、潮来市、行方市の4市を経由し、鉾田市へ向かう。2018年3月16日に交通系ICカードSuica、PASMOを導入し、相互利用できる全国交通系ICカード10種類に対応している。運行回数は1日6往復。トイレ付きハイデッカー車両で運行。

###### 沿革
- 1990年（平成2年）7月17日 - 「いたこ・あそう号」開業[13]。1日2往復[13]。JRバス関東・関東鉄道の共同運行[13]。開業時は麻生町役場（現・麻生庁舎）〜東京駅間の運行で、鉾田へは乗り入れていなかった。
- 1997年（平成9年）9月1日 - 佐原駅経由に変更の上、愛称も「さわら・いたこ・あそう号」に変更。1日6往復に増便。
- 2005年（平成17年）10月1日 - 鉾田駅まで延長。同時にJRバス関東は撤退、関東鉄道も関鉄グリーンバスへ移管。愛称は「あそう号」に変更。
- 2009年（平成21年）4月1日 - 行方市にある北浦複合団地にバス停を新設。
- 2010年（平成22年）4月1日 - 香取市の伊能忠敬記念館や町並み保存地区の最寄りの忠敬橋（新橋元）にバス停を新設。
- 2012年（平成24年）4月1日 - ダイヤ改正とルートの一部変更。バス停新設（鉾田市役所前、新鉾田駅）。これまでクローズドドアシステムにより区間利用できなかった鉾田・行方⇔潮来・佐原間の利用が可能になる。上り便（東京駅行）は麻生庁舎・潮来駅・佐原駅で降車扱い開始、下り便（鉾田駅行）は、佐原駅・潮来駅・麻生庁舎で乗車扱いを開始。また鉾田 - 佐原間の利用に便利な割引回数券（2枚綴り1,000円）の発売を開始。
- 2017年（平成29年）4月29日 - 水郷佐原水生植物園が水郷佐原あやめパークに名称変更されたことに伴い、「与田浦水生植物園」停留所を「水郷佐原あやめパーク入口」に名称を変更。
- 2018年（平成30年）3月16日 - 交通系ICカードSuica、PASMOを導入。相互利用できる全国交通系ICカード10種類に対応。[14]。
- 2020年（令和2年）4月1日 - 運賃改定。また、IC割引運賃を導入し、回数券の発売を終了。[15]
- 2020年（令和2年）4月20日 - 新型コロナウイルスの影響で当面の間全便運休。
- 2021年（令和3年）10月16日 - 運転再開。
- 2022年（令和4年）5月28日 - ダイヤ改正により平日1往復、土日祝日3往復の運行となる。

##### 茨城空港⇔東京駅線
- 茨城空港 - （直行） - 東京駅

関東鉄道より一部便の運行を受託。東京駅は乗り場が八重洲南口3番、降車場が日本橋口。

## 廃止・移管路線

### 石岡本社営業所（廃止路線）
かつては石岡駅を起点に石岡市内の各住宅地を結ぶ路線の他、水戸方面や、岩間方面、上曽峠を越えて真壁方面まで路線を展開していた。
- 関鉄グリーンバス移管前に廃止・移管
  - 石岡車庫 - 石岡市役所 - 石岡駅 - 高浜駅 - 代田 - 田伏車庫
  - 石岡車庫 - 石岡駅 - 堅倉 - 茨城東高校前 - 奥ノ谷 - 長岡 - 千波 - 大工町 - 水戸駅 - 水戸市役所前[16] - 水戸駅南口 - 台町 - 吉沢車庫（→水戸営業所へ移管）
    - 関東鉄道時代は水戸営業所との共同運行だったが（水戸営業所担当便は朝2往復、夕方1往復のみでそれ以外は全て当所が運行担当）、子会社化された際に水戸方面始発の橋場美入口止まりと、堅倉始発石岡駅行き1便の石岡側区間便を除き水戸営業所に完全移管された。かつては日中概ね40分おきに運用されていたが、移管前は日中1時間に1本程度の運用となっていた。ほとんどは水戸駅止まりであったが、日中の一部便は水戸市役所前を経由して水戸駅南口発着便、吉沢車庫まで延長して運行する便も存在した。

  - 石岡駅 - 石岡車庫 - 行里川 - 堅倉 - 旧道小幡 - 奥ノ谷 - 長岡 - 千波 - 大工町 - 水戸駅 - 水戸市役所前[16] - 水戸駅南口 - 台町 - 吉沢車庫
    - 上記の旧道経由便。最末期は茨城桜本始発の片道1便のみの運行となった。一部便は吉沢車庫まで運行していた。

  - 石岡駅 - 石岡精工
  - 石岡車庫 - 石岡駅 - 堅倉 - 納場 - 岩間駅
    - 茨城オートが国道355号経由だったのに対し、こちらは国道6号、茨城県道145号上吉影岩間線を通るルートだった。

  - 神立駅 - 下稲吉 - つくば国際大学東風高等学校（→土浦営業所へ移管→関鉄観光バス土浦営業所へ再移管→関東鉄道土浦営業所へ再々移管）
- 関鉄グリーンバス移管後に廃止
  - 石岡駅 - 大谷津 - 六軒団地 - 小井戸
  - 石岡駅 - 東小学校前 - 石岡酒造前 - 小井戸
  - 石岡車庫 - 石岡市役所 - 石岡駅 - 染谷
  - 石岡駅 - 根当西
  - 石岡医師会病院 - 石岡駅 - 大原
  - 高浜駅 - 八木
    - 以上の路線は2003年9月1日より、コミュニティバス「石岡市巡回バス」へ移管。その後、巡回バス廃止により路線廃止となった。

  - 石岡駅 → 北の谷 → 柏原団地中央 → 池ノ台 → 北の谷 → 石岡駅 （柏原工業団地循環） ※2007年4月1日廃止
  - 石岡駅 - 北の谷 - 柏原団地中央 - ふれあいの里 - 石岡医師会病院 ※2007年4月1日廃止
  - 石岡駅 - 大谷津 - 東大橋 ※2007年4月1日廃止
  - 茨城桜本 → 堅倉 → 竹原 → 石岡車庫 → 石岡駅　※2007年4月1日廃止
    - 平成初期まで運行していた水戸駅〜石岡駅線の旧道経由路線の名残。末期は茨城桜本発片道1本のみの運行だった。

  - 柿岡車庫 - やさと温泉 - フラワーパーク前 - 辻いちご団地・朝日里山学校入口 - 小町の里・清滝寺入口 - つくばセンター（やさとフルーツ号　2016年9月3日〜2017年1月末までの土日祝限定運行[17]）
  - 先後 - 堅倉 - 三箇坂下※2021年9月1日より小美玉市コミュニティバス「おみたん号」へ移管
    - 休校日運休。

  - 急行TMライナー[18] ※2006年10月1日撤退
    - 2005年8月のつくばエクスプレス開業時、当所では午後の1便と夜の1便を運行担当したが、2006年10月の減便で関東鉄道土浦営業所単独運行に伴い撤退。石岡営業所唯一の高速バス路線でもあった。

  - かすみがうら市コミュニティバス（千代田エリア）※2012年3月31日廃止
  - 小美玉市地域循環バス※2021年3月31日廃止
    - Aルート 小美玉市役所 - 清風台 - 西郷地 - 小岩戸 - 寺崎 - 張星 - 羽鳥駅 - 十二所 - 大谷 - 希望ヶ丘 - 中野谷 - 水道局前 - 花木センター - 四季の里 - 堅倉
    - Bルート 茨城空港 - 温泉ことぶき - 白河診療所 - 下吉影 - 倉数 - 与沢 - 山野 - 羽木上 - 小川ニュータウン - 田中台 - 小川支所 - 川中子 - 大井戸平山 - コスモス - 高崎 - 玉里中台 - 玉里工業団地 - 玉里運動公園 - 玉里支所 - 小川駅
      - トヨタ・ハイエース2台が専属で運行する。美野里地区や小川・玉里地区などの各集落を結ぶ。ルート上の一部に茨城町、石岡市、鉾田市、行方市を通過する箇所があるが、市外に停留所は設けられていない。平日と日曜のみ運行。

  - 小美玉市内循環バス※2021年8月31日実証実験運行終了。同年9月1日より本格運行化
    - 羽鳥駅 - 北浦団地 - 堅倉 - 上吉影 - 小川駅 - 玉里総合支所 - 三箇 - 堅倉 - 中央高校 - 羽鳥駅（朝・夕ルート）
    - 羽鳥駅 - 北浦団地 - 堅倉 - 上吉影 - 茨城空港 - 小川駅 - 玉里総合支所 - 三箇 - 堅倉 - 中央高校 - 羽鳥駅（昼ルート）

  - 橋場美入口 - 堅倉 - 竹原 - 石岡警察署前 - 石岡駅※2021年9月18日廃止
    - かつて当所で運行していた水戸駅 - 千波 - 奥ノ谷 - 堅倉 - 石岡駅線の区間便。橋場美入口行きは水戸方面始発便のみ運行。なお、終点で堅倉始発の水戸駅行きバスと接続できるダイヤとなっていた。

  - （小美玉市コミュニティバス通学ルート）世楽 - 上吉影 - 上吉影小学校前
    - 2022年4月廃止。

  - 石岡駅 - 並木東 - 石岡車庫（鉾田営業所と共同運行）
    - 土浦線・柿岡線・鉾田線・水戸線の石岡駅からの延長系統であったが、フォレストモール石岡の開店に合わせ2018年7月の改正でこの区間のみ大幅に増便された。その後再度減便により石岡駅～石岡車庫のみ運行する便はなくなった。

  - 上曽 - 柿岡車庫 - 八郷中学校入口（一部便が経由）- 林 - 石岡共立病院（一部便が経由） - 村上 - 高速石岡東 - 石岡駅 - 第一病院前 - 石岡車庫 - ヒルズガーデン美野里
    - 2024年4月1日改正で上曽～柿岡車庫間およびふれあいの里・石岡医師会病院・八郷庁舎立ち寄り便を廃止[4]し、石岡車庫・石岡駅～柿岡車庫間のみの運行となった。上曽発着便はは土休日1往復のみ運行だった[19]。2017年12月15日までは、朝2便のみ村上始発石岡駅行きの便も存在した。

  - 柿岡車庫 - 細内 - 八郷小幡 - フラワーパーク前 - 川又新地 - 中志筑 - 石岡駅
    - 石岡市八郷地区南部の各地区を結ぶ路線。日中の一部便はフラワーパーク前またな細内始発終着[20]。2023年11月のダイヤ改正より土日祝日の運行がなくなり[21]、2024年4月1日改正で廃止となった[4]。

  - 柿岡車庫 - 八郷中学校入口 -  金指 - 片野下宿 - 川又新地 - 上志筑 - 中志筑 - 上佐谷 - 中貫 - 若松町住宅前 - 県南自動車学校前 - 土浦一高前 - 亀城公園前 - 川口町 - 土浦駅
    - 2024年4月1日改正で八郷庁舎立ち寄り便が廃止。[4]

  - 石岡駅 → 石岡中学校前 → 大谷津 → 石岡商業高校 → 栗又四ケ → 玉里辻 → 小川駅
    - 平日1便のみ運行。バス専用道ではなく国道355号を経由して小川駅へ向かう。かしてつバスはこの便のみかしてつバス専用道を経由ない便だった。2024年4月1日改正で廃止。[4]

  - （小美玉市コミュニティバス・希望ヶ丘ルート）羽鳥駅東口 - 羽鳥駅西口 - ヒルズガーデン美野里 - 希望ヶ丘
  - （小美玉市コミュニティバス・空港ルート）小美玉市役所 - 三箇 - 空のえきそ・ら・ら - 茨城空港 - ニュータウン中央 - 小川南中前 - 小川駅
    - 2024年4月1日改正で廃止。[6]

### 柿岡営業所（廃止路線）
関鉄グリーンバス移管前に廃止
- 柿岡車庫 - 林 - 園部 - 岩間駅
- 柿岡車庫 - 青柳 - 菖蒲沢
- 柿岡車庫 - 八郷小幡 -（十三塚）- フラワーパーク - 川又新地 - 中志筑 - 石岡駅 - 石岡警察署前 - 石岡車庫※2001年7月廃止
  - 十三塚を不経由の上、運行継続。現在[いつ?]でも車内アナウンスでは「十三塚方面へは参りませんのでご注意ください」とアナウンスが流れる。

関鉄グリーンバス移管後に廃止
- つくばセンター - 筑波山口 - 真壁駅 （急行） ※2007年4月1日廃止
- つくばセンター - 筑波山口 - 真壁第一体育館 - 岩瀬駅 - 岩瀬中央公民館 （急行） ※2007年4月1日廃止(岩瀬・真壁急行バスを参照)
- 柿岡車庫 - 恋瀬小学校 - 板敷山前 ※2008年（平成20年）4月1日廃止

### 鉾田営業所（廃止路線）
かつては鹿嶋方面、大洗町方面にも路線を展開していた。
- 関鉄メロンバス移管前に廃止
  - 水戸駅 - 大工町 - 千波車庫 - 奥ノ谷 - 大和田 - 百里基地
    - 1970年代に運行。大和田鉾田線の区間便として1往復のみ運用されていた。

  - 鉾田駅 - 大和田 - 下吉影 - 上吉影 - 堅倉　※2000年10月廃止
    - 巴川沿いの集落を結んだ路線。堅倉〜上吉影間は小美玉市内循環バスがこの区間を運行している。

  - 鉾田駅 - 徳宿局前 - 造谷 - 夏海十字路 - 大貫
    - 茨城交通の一般路線（51系統、旧・52系統、大洗駅 - 新鉾田駅線）が国道51号を経由していたのに対し、こちらは茨城県道114号下太田鉾田線を通るルートだった。鹿島臨海鉄道大洗鹿島線と並行していたが、廃止まで一貫して徳宿駅、鹿島旭駅、涸沼駅にいずれも乗り入れなかった。

  - 鉾田駅 - 徳宿局前 - 旭村役場
    - 上記の区間便。かつては弁天まで運行されていた。

  - 鉾田駅 - 滝浜 - 冷水入口
  - 鉾田駅 - 徳宿局前 - 造谷 - 海老沢 - 奥ノ谷坂上
  - 鉾田駅 - 汲上 - 四本松　※1993年10月廃止
  - 鉾田駅 - 小舟津 - 玉造駅 ※1995年に小貫小学校前までに短縮。その後廃止。
  - 鉾田駅 - 上山 - 東陣屋 - 玉造駅 - 原 - 上山 - 鉾田駅
  - 茨城町役場 - 奥ノ谷 - 小鶴火の見下 - 野曽 - 仁古田 - 住吉新宿 - 旭台 - 航空通信所前 - 友部病院 - 友部駅 ※水戸営業所に移管後、2004年7月21日廃止
    - 涸沼川沿いの集落を結んだ路線。1997年3月までは奥ノ谷坂上始発。同年4月からは茨城町役場始発に変更。午後の友部駅発1便は仁古田止まり。夜の友部駅発最終便は長岡坂下行きだった。

  - 吉沢車庫 - 県自動車学校 - 矢頭 - 奥ノ谷 - 桜本三差路 - 上吉影 - 野田 - 小川駅　※1994年廃止
    - 吉沢車庫始発で水戸駅・水戸市街地を経由しなかった路線。1994年以降は水戸営業所担当で奥ノ谷坂上までに短縮して2003年3月まで運行。
- 関鉄メロンバス時代に廃止
  - 繁昌 - 麻生 - 西代 - 佐原駅
    - かつては鉾田駅から運用されていた。
- 関鉄グリーンバス移管後に廃止
  - 鉾田駅 - 烟田 - 大竹 - 汲上 - 荒井 - カシマスタジアム入口 - 鹿島バスターミナル ※2005年10月1日廃止
    - 一部便は新鉾田駅に乗り入れていた。最末期は荒井止まりの区間便も運行されていた。鹿島側の清真学園入口 - 鹿島バスターミナル（現・鹿嶋宮中）間は2018年現在でも鹿島神宮駅 - カシマサッカースタジアムのシャトルバスで存続している。

  - 鉾田駅 - 烟田 - 安塚 - 札 - 額賀 - 鹿島神宮駅 - 鹿島バスターミナル ※2005年10月1日廃止
    - 一部便は新鉾田駅に乗り入れていた。鉾田発の夜の1便は札一本松（「札」から3つ鹿島寄り）止まりの区間便だった。

  - 繁昌 - 白浜口 - 延方駅 - 潮来車庫 ※2005年10月1日廃止
    - 2001年9月30日にメロンバスに移管した区間。一部区間は『鹿行北浦ライン』として復活している。

  - 鉾田駅 - 北浦庁舎 - 繁昌 - 麻生庁舎 - 牛堀支所 - 潮来駅 - 潮来車庫
    - 2001年9月30日にメロンバスに移管した区間。かつては区間便として繁昌坂上止まりの便もあった。2008年4月1日に麻生庁舎～潮来車庫間廃止、2012年4月に鉾田駅-麻生庁舎間は一般路線としては廃止、学休日以外の1往復のみ運行の通学急行バスに再編。麻生庁舎から潮来方面は『白帆・あやめライン』として復活（その後再編で2024年時点では「神宮あやめ白帆ライン」に変更）している。

  - かすみがうら市コミュニティバス（霞ヶ浦エリア）※2012年5月31日廃止
  - 小川駅 - 野田 - （茨城空港） - 上吉影 - 桜本三差路 - 奥ノ谷 - 県庁前 - 千波 - 大工町 - 水戸駅 - 水戸市役所前[16] - 水戸駅南口 - 台町 - 吉沢車庫
    - かつては小川駅発着だったが、2010年3月11日の茨城空港開港に伴い空港経由便及び空港発着便を運行開始。2018年7月の改正で全便が茨城空港発着となり小川駅発着便が廃止された。吉沢車庫発着便は2004年時点で3往復運行されていたが、2019年4月の改正による廃止直前時点では昼の1便の車庫行きの片道運行のみとなっていた。

  - 通学急行バス
    - 鉾田駅 - 新鉾田駅 - 北浦庁舎入口 - 繁昌坂上 - 麻生庁舎
      - 2012年4月より、鉾田駅〜麻生庁舎間の一般路線廃止に合わせ新設。高速バスあそう号と同一経路を走行する。車両もあそう号と共通の車両が間合い的に使用される。行方地域から鉾田の学校に通学する利用者向けのダイヤで、開校日1日1往復の運行。鉾田一高・鉾田二高共同スクールバス運行開始に伴って2018年ごろ廃止。

  - 潮来駅 - 水郷潮来バスターミナル - 道の駅いたこ - 延方駅 - レイクエコー・白浜少年自然の家・なめがたファーマーズヴィレッジ中央 - 北浦大橋東 - 鹿島大野駅（行方市・潮来市・鹿嶋市 広域連携路線バス『鹿行北浦ライン』）
    - 2019年4月に路線再編のためレイクエコー〜鹿島大野駅間を廃止。

  - 水戸駅 - 大工町 - 偕楽園入口 - 千波 - 県福祉会館前 - 県庁前 - 平須 - 長岡 - 奥ノ谷坂上
    - 鉾田線と茨城空港線の水戸側の区間便。水戸営業所との共同運行。2020年（令和2年）8月24日に茨城町役場へ起終点が変更された事に伴い当所の路線としては運行終了した。2024年現在は水戸営業所が石岡線の区間便扱いとして朝1往復(休日は水戸駅発奥ノ谷坂上行き片道1便のみ)のみそれぞれ引き続き運行。奥ノ谷坂上でのバス折り返しは奥ノ谷坂上バス停から石岡方面に100m進んだ関鉄所有物件の駐車場で転回を行う。

  - （高校入口 →）鉾田駅 - 上山 - 上与沢 - 小川駅 - 高浜駅 - 石岡駅 - 並木東 - 石岡車庫
    - 鉾田～小川までのほとんどの区間は茨城県道8号小川鉾田線を走行する。朝の1便は小川駅止まり。夕方の石岡駅行き1便は休日と休校日を除き高校入口始発。かつては高浜駅始発終着の区間便も存在した。2024年4月1日改正で廃止[4]。小川駅～高浜駅の区間のみ小美玉市コミュニティバスに継承された。

  - 鉾田駅 - 大和田 - 百里基地 - 上与沢 - 小川駅 - 高浜駅 - 石岡駅 - 並木東 - 石岡車庫
    - 石岡行きは平日朝1便のみ。鉾田行きは夕方1便のみ。この路線の途中の山川 - そ・ら・ら東間で茨城空港線と交差するが、茨城空港（旅客ターミナル）へは乗り入れない。百里基地で航空観閲式が行われる年は開催前後の概ね9～10月の休前日及び土日に限り、石岡 - 高浜 - 百里基地間の臨時バスが運行されている。毎年9月の常陸國総社宮大祭開催時は茨木 - 石岡駅間が迂回運行となる。かつては、小川駅止まりの便や[22]、百里基地に乗り入れない便、上与沢→大和田のみを運行する区間便も存在した。2024年4月1日改正で廃止[4]。

  - 新鉾田駅 - 鉾田駅 - 上山 - 上与沢 - 茨城空港（茨城空港連絡バス 鉾田ルート）
    - 末期は1日2往復のみの運行だった。2024年4月1日廃止[4]。

  - 新鉾田駅 →（直行）→ 鉾田駅
    - 片道1便のみ運行。休校日運休。2024年4月1日廃止[4]。

## 交通系ICカード
PASMOを導入 しており、一部を除く各線でPASMO並びに相互利用カード（Suica・Kitaca・TOICA・manaca・PiTaPa・ICOCA・nimoca・SUGOCA・はやかけん）が利用可能となっている。バス車内でチャージも取り扱う。
| 路線                              | 利用可否 | バス特 | 利用開始日    |
| --------------------------------- | -------- | ------ | ------------- |
| 一般路線バス                      | 可       | あり※  | 2018年3月16日 |
| 高速バス鉾田 - 東京線（あそう号） | 可       | なし   | 2018年3月16日 |
| 鹿行北浦ライン                    | 可       | なし   | 2018年4月1日  |
| 小美玉市循環バス                  | 不可     | 不可   | 不可          |

※:バス利用特典サービス（バス特）はPASMO・Suicaのみ。ポイント付与は2022年3月をもって終了。
※:IC定期券サービス未実施

## 車両

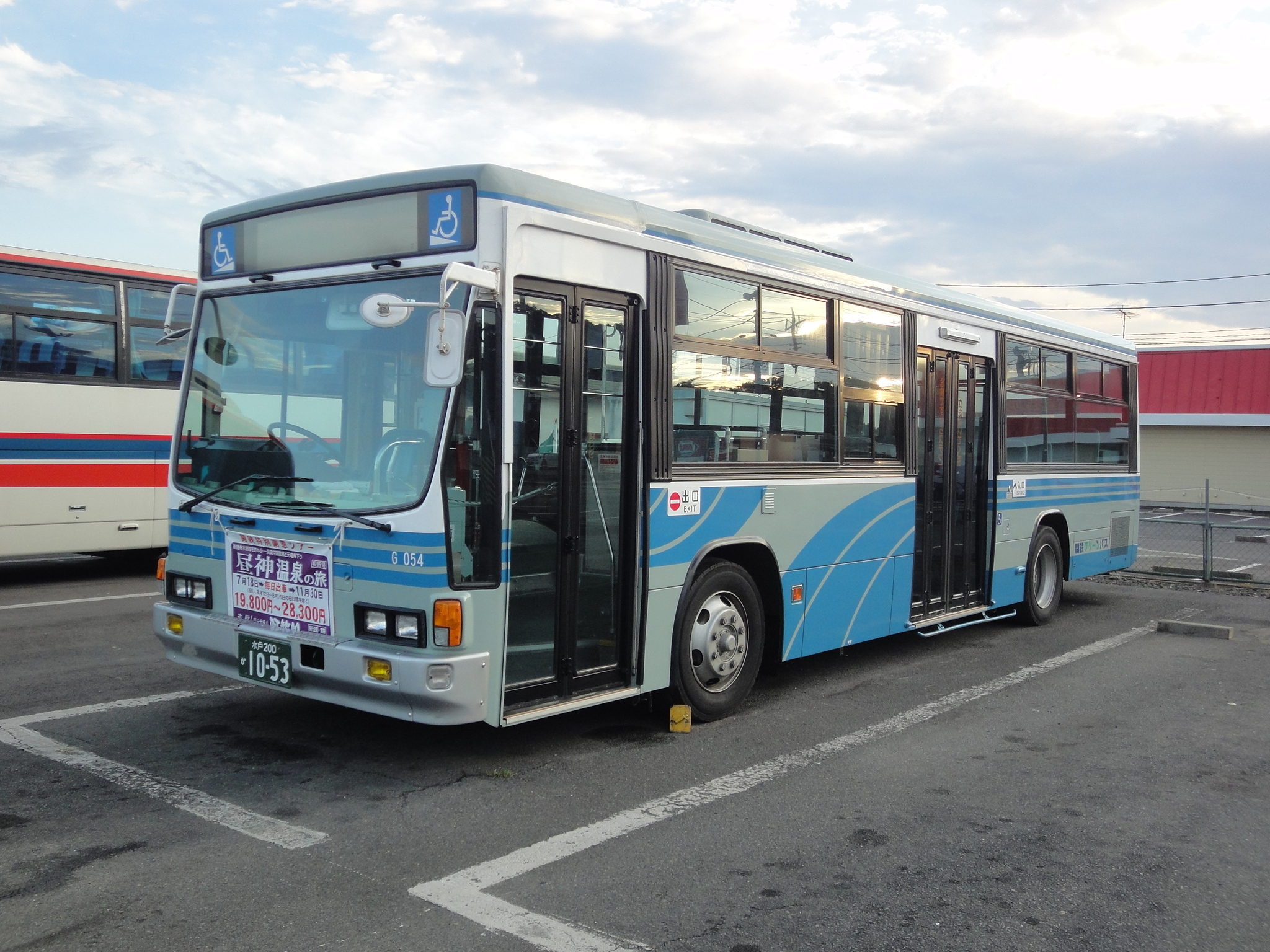
関鉄グリーンバスの一般路線車（譲受車・元ちばグリーンバス）

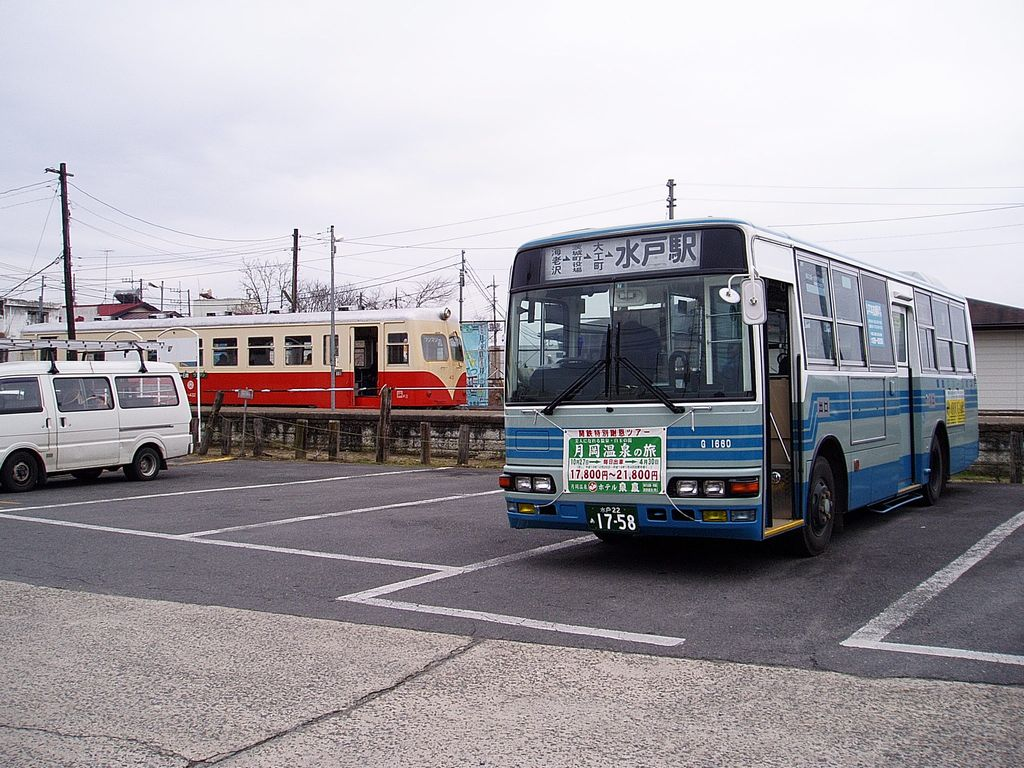
鉾田駅に隣接する鉾田営業所車庫に駐車している関鉄グリーンバスの一般路線車と旧・鹿島鉄道の気動車（奥）

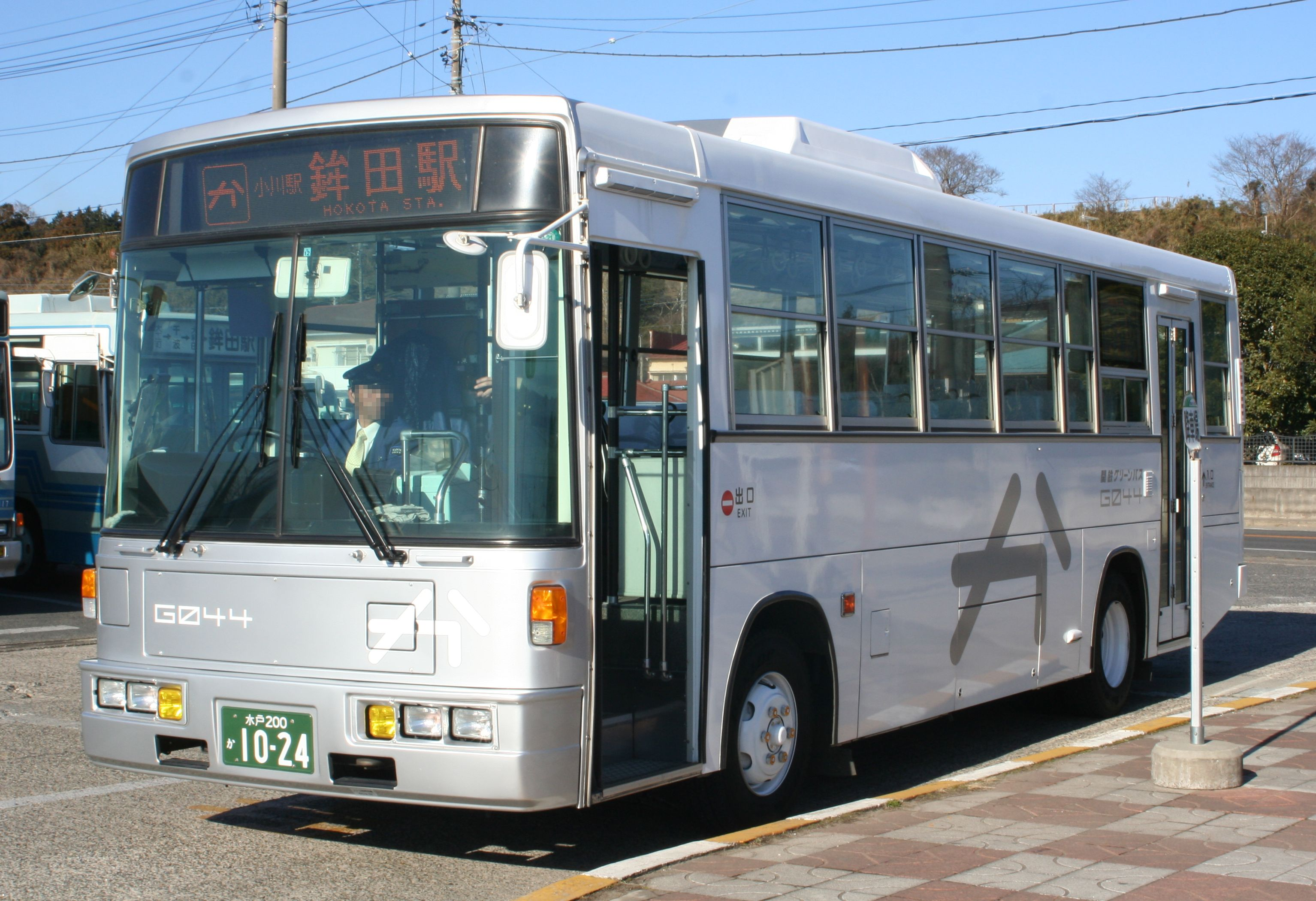
「かし鉄バスデザインプロジェクト」デザインの車両

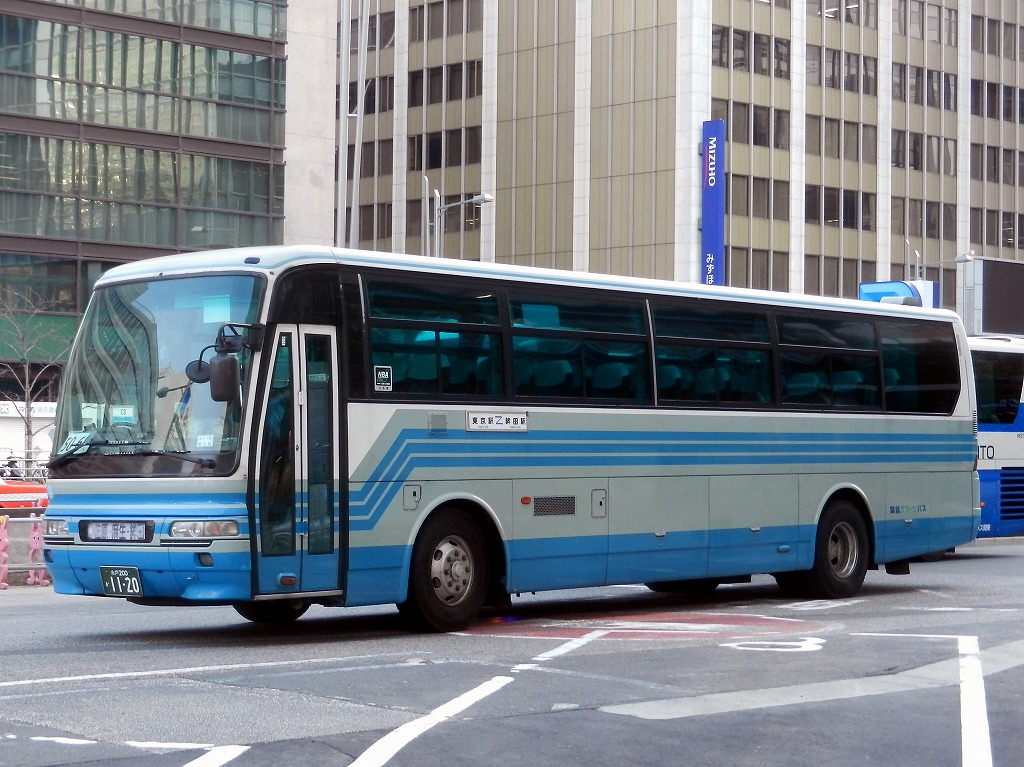
あそう号に運用される鉾田営業所所属の高速車

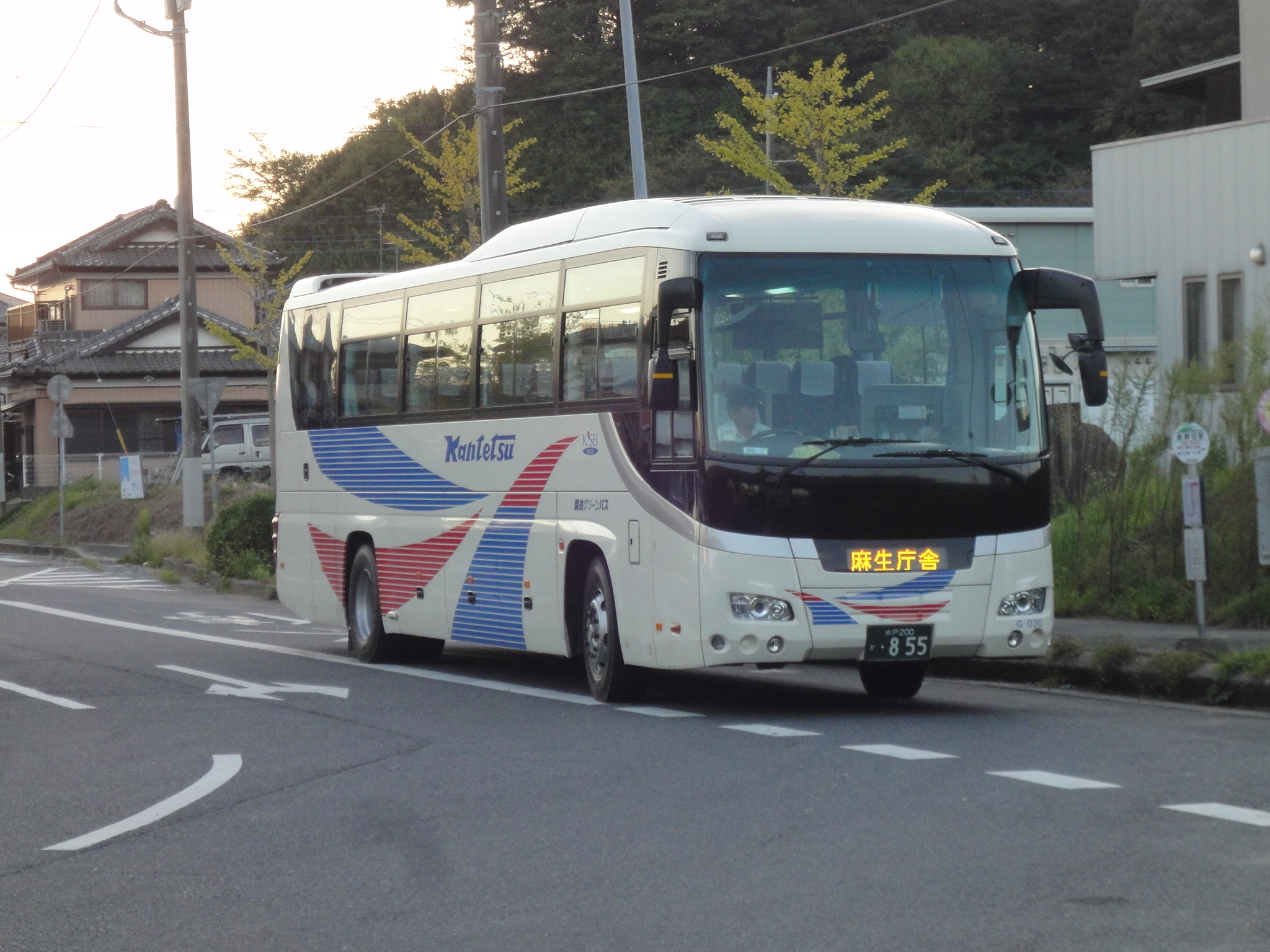
通学急行バス麻生庁舎行き（新鉾田駅にて）

関鉄グリーンバスの車両構成は、石岡本社営業所がいすゞ車、柿岡営業所が日野車、鉾田営業所は三菱車が主体である。社番は関東鉄道から引き継いだバスは関東鉄道時代のまま。分社後に配置された新車・移籍車はG001〜 となっていたが、2018年度より、グリーンバスに配置された車両に関しては新たに5000番台が付番されることになった。
登録ナンバーは石岡営業所が土浦ナンバー、鉾田車庫が水戸ナンバーである。

### 石岡営業所の車両
関鉄グリーンバス分社化前からいすゞ車の配置が多く、かつて石岡市内線は道路の幅員が狭かった関係で中型のCCM・CDMが多く配置され、大型は水戸・土浦系統などに使用されていた。
2002年7月1日より、分社化に伴い水戸への乗り入れがなくなり、当所の大型車はすべて関東鉄道水戸営業所または関東鉄道土浦営業所へ転出した。
中型のいすゞLRは大半がIKコーチ（→いすゞバス製造を経て現・ジェイ・バス）製のボディを架装するが、1999年（平成11年）に波崎営業所から富士重工業6Eボディ（1527IS）が1台転入した。
一方で中古車は一時期、取手営業所から転属した川崎鶴見臨港バスからの1台（9037IS）が在籍していたが、これは日本観光バス（現・関鉄観光バス）へ転出した。2002年秋に京浜急行電鉄（現・京浜急行バス、羽田京急バスなど）から1台（G5001）が、2004年に千葉内陸バスから2台（G5006,G5007）が転入した。千葉内陸からの中古車配置時には、石岡営業所の最古参車が1990年（平成2年）式の1527ISだったことから廃車が発生せず、代わりに三菱MK1台といすゞLR1台がそれぞれ鉾田へ転出した。
その後2006年秋に京浜急行バスからLV1台（G5016）が転入、そして2007年春には鉾田から元京浜急行バス2台（G5018,G5019）が転入し、鹿島鉄道代替路線に充てられている。
2010年3月には「かし鉄バスデザインプロジェクト」(鉾田営業所の項目を参照)の新デザインカラーを纏ったいすゞ・エルガミオノンステップバス（G5046〜G5048）を3台導入。鹿島鉄道代替バス及び茨城空港線にて専ら運用されているが、2020年にG5047は鉾田営業所に転出した。
2013年には小美玉市内循環バスが運行開始されるのに伴い、日野・ポンチョを新車として導入、つくバスから三菱ふそう・エアロミディMEが転属し、専用カラーで運行されている。2015年には地域循環バスが開業し、トヨタ・ハイエースを2台導入した。
2017年には水海道営業所から9317MKが転属。また、古参車両の置き換えに京成バスから9442G、9452G、9453G、9455G、9463Gが石岡営業所に配置された。
高速車は2017年現在定期路線を開設していないため在籍していない。特定車は前述の小美玉市循環バス・地域循環バスの他、企業送迎車3台、石岡市の自治体バス4台、常総学院スクールバス2台、小美玉市のスクールバスが在籍する。かつては石岡市の巡回デマンドバスも在籍していた。

### 柿岡営業所（廃止）の車両
関鉄グリーンバス分社化前から日野車の配置が多かった。自社発注車は1995年（平成7年）式の日野RJ、1710KKが入ったのを最後に、分社後の2003年にいすゞ・エルガミオワンステップバス（G5002）が入るまで8年間、新車導入がなかった。
その一方で、1985年（昭和60年）の国際科学技術博覧会（科学万博）開催時に導入されたいわゆる「万博車」は分社時点では日野HT1台（1290KK）、いすゞLVが3台（1317KK,1318KK,1325KK）在籍していた。2003年夏にワンステップバスおよびちばシティバスからの中古車導入（G5003,G5004）でHT1台とLV2台が置き換えられた。
その後、2005年に岩瀬〜つくばセンター間の急行バスが運行されることに伴い、過去に特定運用車として使用していたつくば北と鹿島の日野RJ（前向きハイバックシート仕様）（1522G,1619G）それぞれ1台が移籍し、主に急行専用に充てられていた。
2006年春には京成タウンバスからの移籍車（G5012）が導入されたことに伴い、柿岡で最後まで残っていた「万博車」が廃車された。
2011年9月15日をもって、柿岡営業所は廃止。廃車車輌以外の車輌は全て石岡本社営業所へ異動となった。なお、柿岡営業所は関東鉄道で廃車となったバス車両が一時留置される場所でもある。

### 鉾田車庫の車両
関鉄グリーンバス分社化前から三菱車の配置が多かった。鉾田車庫の路線は狭隘道路を走る箇所が多く、大型よりも中型車の配置が多く、さらにローカル線になると、北村製作所製のボディを架装するいすゞMRが使用されていた。
このいすゞMRは関東鉄道の一般路線では鉾田・鹿島に多く配置され、水戸方面の路線には原則として入ることはなく、主に鉾田〜潮来、鹿島方面に多く入っていた。
中古車はかつて西武バスから富士重6Eボディを架装する日産ディーゼル工業（当時、現「UDトラックス」）RMが在籍していたが、すべて土浦営業所からの転入車だった。これらの車両は関鉄メロンバス分社前にすべて廃車された。
メロンバス分社後は1983年（昭和58年）式いすゞCDM（1222M）置き換え用として大利根交通自動車からの移籍車であるいすゞLV（M001→G5009）が登場し、その後千葉交通からいすゞLR（M002→G5010）が転入した。このLRは当初、関鉄パープルバスに配置される予定だったが、諸事情により鉾田への配置となった。さらに2003年夏には三菱エアロスターK (MP)の置き換えで、大利根交通から富士重7Eボディを架装するいすゞLV（M003→G5011）が転入した。
2004年にはいすゞCDM、三菱MPの置き換えに石岡から2台（1560M、1577M）が転入した。2005年には鹿島方面路線の大幅廃止に伴う減車で、いわゆる「古参車」数台が廃車された。
2006年に鉾田では初の京成バスから移籍した路線車（G5013）および高速車（G5014）が配置された。京成バスからの高速車の移籍は関鉄グループ全体でも初の事例である。同年秋には京浜急行バスからIK架装のいすゞLVが3台（G5017～G5019）配置された。
2007年は鹿島鉄道廃止代替路線用に国際興業バスからいすゞLV4台（G5023～G5026）を当所に配置し、京浜急行バスからのいすゞLVのうち2台（G5018,G5019）は石岡へ転出した。また、2008年にはグリーンバス初の高速新車が1台（G5030 いすゞ、PKG-RU1ESAJ）導入された。
2010年2月には、鹿島鉄道線廃線跡のバス専用道化事業のPRの一環として、「かし鉄バスデザインプロジェクト」による新デザインバス2両（元JR東海バス　G5044・G5045）が運行開始した。こちらは石岡営業所のエルガミオとは異なり路線限定運用はされておらず、水戸方面への路線運用に入るケースも多かったが、2018年に土浦から転属してきたエルガ2台（9388G・9389G）に置き換えられ、現在は全廃となっている。
2010年4月にはちばグリーンバスからいすゞ・キュービックワンステップバス（G5054）が移籍し、同年12月には名古屋市交通局から日産ディーゼル・RM（G5055）を移籍導入。前述の「かし鉄バスデザインプロジェクト」の新デザインを纏って運行している。
2014年には東急バスから西工ボディーの日デ・JP（G5067）が配置された。その後2016年には潮来地区で広域バス開業に伴い関東バスから三菱・MJノンステ（G5075）が配置された。2018年春には水戸営業所の新車増備や鹿島・波崎地区の車両更新に伴い、日デ・RMワンステと三菱・MJノンステが当所に移籍配置された。
高速車はあそう号やかしま号臨時便に使用されている。また、2023年に茨城空港～東京駅線の運行受託に伴い、13列65座席仕様のエアロエース（2232MT）が関東鉄道水戸営業所より転籍。

特定車は岩瀬日大のスクールバス1台が在籍する。かつては「かすみがうら市コミュニティバス」 や、茨城町の自治体バス も在籍していた。
所有車の車両番号について（先頭記号は、初期配属時の所属営業所を示す）
- G：グリーンバス全営業所
- M：メロンバス鉾田営業所
- IS：関東鉄道石岡
- KK：関東鉄道柿岡
- HK：関東鉄道鉾田
- KS：関東鉄道鹿島

## 関鉄グリーンバス
関鉄グリーンバス株式会社（かんてつグリーンバス、英: Kantetsu Green Bus Co., Ltd.）は、主に茨城県でバス事業を営んでいた関鉄グループ・京成グループの会社である。関東鉄道100%出資の連結子会社であり、京成電鉄の連結孫会社にあたる。

### 概要
関東鉄道の経営効率化の一環で、2001年6月1日に初の地域子会社として鉾田営業所を分離・独立させた関鉄メロンバスが設立される。次いで、石岡・柿岡地区の地域子会社として、2002年に関鉄グリーンバスが設立された。営業エリアは石岡市を中心とした地域で、土浦市等にも乗り入れたほか、2005年には先行分離・設立された関鉄メロンバスの経営統合に伴い、鉾田市などの鹿行（ろっこう）地域も受け持ったため、水戸市から土浦市、つくば市までの広範囲に路線を拡げていた。また、東京駅発着の高速路線バス「あそう号」も担当したほか、2007年3月31日限りで廃止となった鹿島鉄道線の代替バスを担当していた。
運行する路線エリアは主に農村部などを走るローカル線が多いが、水郷潮来、水戸（偕楽園など）、霞ヶ浦ふれあいランド、いばらきフラワーパーク、茨城空港など沿線に観光地も多く、高速バスや筑波山シャトルバス（増発時の一部便を担当）といった比較的収益性の高い路線にも進出している特徴があった。また、常陸國總社宮大祭（石岡のおまつり）、おみたま花火大会、百里基地航空祭など、営業エリアで行われる巨大催事にも観覧客輸送などに当社のバスが運行を担当した。

### 沿革
- 2001年（平成13年）
  - 6月1日 - 関東鉄道鉾田営業所を分離、関鉄メロンバス株式会社設立。
  - 9月30日 - 鹿島営業所（旧・潮来営業所）担当路線の一部を関鉄メロンバスに移管して運行。
- 2002年（平成14年）
  - 3月15日 - 関鉄グリーンバス株式会社設立。
  - 7月1日 - 関東鉄道石岡営業所・柿岡営業所から一部路線を移管して、営業開始[34]。
- 2003年（平成15年）9月1日 - 小規模路線を統廃合し、石岡市巡回バスの受託運行開始。
- 2005年（平成17年）
  - 8月16日 - 関鉄メロンバスを経営統合、全路線営業譲受し、水戸地区・鹿行地区のバス路線運行開始。
  - 8月24日 - 柿岡営業所において、岩瀬 - 真壁 - つくばセンター間で一般路線車の外観の車両（元特定車）使用の急行バスの運行開始（予約不要、停車できる全停留所相互間の乗車可）。
  - 10月1日 - 鉾田営業所へJRバス関東および関東鉄道から「あそう号」が移管。行方市麻生から鉾田市鉾田まで路線延伸して運行開始。
- 2006年（平成18年）
  - 10月1日 - かすみがうら市コミュニティバスの受託運行開始。
  - 10月2日 - 関鉄ハイヤー（グループ会社）と共同で石岡市デマンドバス（乗合タクシー）の受託運行開始。
- 2007年（平成19年）
  - 3月31日 - 石岡市巡回バスと岩瀬・真壁急行バス廃止。
  - 4月1日 - 鹿島鉄道鹿島鉄道線廃止に伴い、代替バス（かしてつバス）運行開始。
- 2010年（平成22年）
  - 3月11日 - 茨城空港連絡バス運行開始。
  - 8月30日 - この日の始発便よりかしてつバスの石岡一高下〜四箇村駅間がバス専用道経由となる。
- 2011年（平成23年）9月15日 - 柿岡営業所廃止、石岡本社営業所へ統合。これに伴う路線廃止はなし。
- 2012年（平成24年）
  - 5月31日 - かすみがうら市コミュニティバス廃止。
  - 6月1日 - 霞ヶ浦広域バス（土浦駅 - 玉造駅）運行開始[35]。
- 2013年（平成25年）10月1日 - 小美玉市内循環バス　実証運行開始[36]。
- 2015年（平成27年）
  - 6月15日 - 小美玉市地域循環バス運行開始[37]。
  - 9月5日　- やさとフルーツ号運行開始（同年11月29日までの土日祝のみの期間限定）
- 2016年（平成28年）
  - 5月21日 - 行方市・潮来市・鹿嶋市　広域連携路線バス運行開始[38]。
  - 9月1日 - この日の始発便よりかしてつバスの石岡駅バス停が石岡ステーションパークから東口BRTバスターミナルの発着に変更。
- 2017年（平成29年）1月30日 -　小美玉市循環バス、地域循環バスダイヤ改正。これにより一部ルートが運行経路変更となる。また、これまで平日のみ運行だったのが新たに日曜日も運行されるようになる[39]。
- 2018年（平成30年）
  - 3月16日 -　交通系ICカードSuica、PASMOを導入し、相互利用できる全国交通系ICカード10種類に対応（小美玉市循環バスを除く。鹿行北浦ラインは4月1日から対応。）[14]。
  - 4月28日 - バスIC1日乗車券を関鉄グループ4社共通で開始。発売額700円[40]。適用区間は一般路線バス全線だが鹿行北浦ラインと筑波山シャトルバスなど一部路線は除外されている。2019年10月より増税に伴い710円に値上げされ、2024年3月1日より運賃改定に伴い800円に値上げされた。
- 2019年（令和元年）10月1日 - 千代田神立ライン運行開始[41]。
- 2021年（令和3年）
  - 3月31日 - この日をもって小美玉市地域循環バスの運行終了[42]。
  - 9月1日 - 小美玉市コミュニティバス「おみたん号」が本格運行開始[43]。
- 2022年（令和4年）
  - 4月1日 - 石岡・やさと観光周遊バスが運行開始
  - 4月1日 - 小美玉市コミュニティバス（おみたん号）通学ルートの世楽〜上吉影小学校線が廃止（上吉影小学校廃校のため）
  - 7月9日 - この日の始発便より石岡駅発着のバス全便が石岡ステーションパークから東口BRTバスターミナルの発着に変更。[44]
- 2024年（令和6年）3月31日を持って以下の系統を廃止[4]
  - 柿岡車庫～細内～上志筑～石岡駅線
  - 石岡駅～大谷津～小川駅線
  - 高校入口～鉾田駅～上山～高浜駅～石岡駅線
  - 鉾田駅～大和田～百里基地～高浜駅～石岡駅線
  - 茨城空港～上与沢～新鉾田駅線
  - 柿岡車庫～林～石岡駅線
    - 上曽～高山 間（土日祝日1往復のみ）
    - 八郷中北門～八郷庁舎 間（一部便が経由）
    - ふれあいの里～石岡共立病院 間（一部便が経由）

  - 柿岡車庫～上志筑～中貫～土浦駅線
    - 八郷中北門～八郷庁舎 間（一部便が経由）
- 2024年（令和6年）
  - 4月1日 - 小美玉市コミュニティバス（おみたん号）の路線を再編。希望ヶ丘ルートと空港ルートを廃止、中央コースと西コースを玉里総合支所から高浜駅まで延伸。[6]
  - 7月16日 - 関東鉄道に吸収合併[45]。

### 営業所
- 石岡本社営業所
  - 所在地：石岡市行里川5-18
  - 開設日：2002年3月15日（営業開始は7月1日）
  - 車両ナンバー：土浦ナンバー
  - 最寄り停留所：石岡車庫
- 柿岡車庫（旧・柿岡営業所）
  - 所在地：石岡市柿岡3444-1
  - 開設日：2002年7月1日
  - 閉所日：2011年9月15日
  - 最寄り停留所：柿岡車庫
- 鉾田営業所
  - 所在地：鉾田市鉾田2600-2
  - 開設日：2001年6月1日関鉄メロンバス設立、2005年8月16日関鉄グリーンバスに移管。
  - 車両ナンバー：水戸ナンバー
  - 最寄り停留所：鉾田駅